# بريندا بينيت
بريندا بينيت (بالإنجليزية: Brenda Bennett)‏ هي مغنية أمريكية، ولدت في 24 يناير 1962 في اسكتلندا في المملكة المتحدة.

## وصلات خارجية
- بريندا بينيت على موقع ميوزك برينز (الإنجليزية)
- بريندا بينيت على موقع ديسكوغز (الإنجليزية)